# ホット・チョコレート (映画)
『ホット・チョコレート』（原題: Better Than Chocolate） は、1999年製作のカナダの映画。
日本では2000年7月20日に第9回東京国際レズビアン&ゲイ映画祭にて上映された。

## キャスト
- ライラ：ウェンディ・クルーソン
- キム：クリスティーナ・コックス
- マギー：カリン・ドワイヤー
- フランセス：アン＝マリー・マクドナルド